# Nachal Geva
Nachal Geva (hebrejsky: נחל גבע) je vádí v severním Izraeli, na pomezí Dolní Galileji a Charodského údolí.
Začíná v nadmořské výšce přes 100 metrů na rozhraní jižních svahů masivu Giv'at ha-More a náhorní planiny Ramot Jisachar. Vádí směřuje k jihu mírně zvlněnou a zemědělsky využívanou krajinou. Míjí ze západu pahorek Giv'at Bolek, zařezává se do okolního terénu a vstupuje do Charodského údolí, na jehož okraji, severně od vesnice Geva zprava ústí do vádí Nachal Šejzafim.